# Kaple svatého Jana Nepomuckého (Liteň)
Výklenková kaple svatého Jana Nepomuckého  v Litni (okres Beroun, Středočeský kraj) je postavena v ohradní zdi kostela svatého Petra a Pavla, který pochází z let 1352–1357 a současnou podobu získal úpravami v letech 1880–1906. Výklenková kaple se sochou sv. Jana Nepomuckého je doložena na přelomu 17. a 18. století a je s kostelem zapsána v Ústředním seznamu kulturních památek České republiky.

## Popis
Výklenková kaple je situována v ohradní zdi starého hřbitova u kostela sv. Petra a Pavla v ulici Pode Zděmi po levé straně této ulice ve směru z centra městyse na sever. Kaple má sedlovou stříšku. Socha sv. Jana Nepomuckého s barokními prvky je umístěna v nice v centru kaple. Kaple podle farní kroniky byla postavena v roce 1879 a vykazuje historizující prvky zejména novorenesance (tympanon).

## Historie a současnost
Kaple byla od 18. století třikrát přemístěna. Na přelomu 17. a 18. století stála proti původní budově staré fary, která stála na místě současné školy. V roce 1718 byla kaple přemístěna ke 4 lípám u kovárny a vysvěcena P. vikářem Adamem Hlavou. Josef Kreisinger ve svých dějinách Litně zdůrazňuje, že byla "postavena socha svatého Jana Nepomuckého ze zbořených vrat staré fary bez vědomosti nepřítomného administrátora. Posvěcena od P. Vicariusa Adama Hlavy" Odkazuje se na zápis liteňského administrátora Václava Weichera.
V době duchovní správy P. Františka Josefa Řezáče v dubnu 1879 byla socha od kovárny přemístěna a umístěna do výklenku kaple ve zdi starého hřbitova. Nové umístění souviselo s úpravami Svatopetrského náměstí (současných Sadů Svatopluka Čecha). Od roku 2013 je kaple zastavením C3 Naučné stezky Liteň.

## Galerie - kaple svatého Jana Nepomuckého v Litni

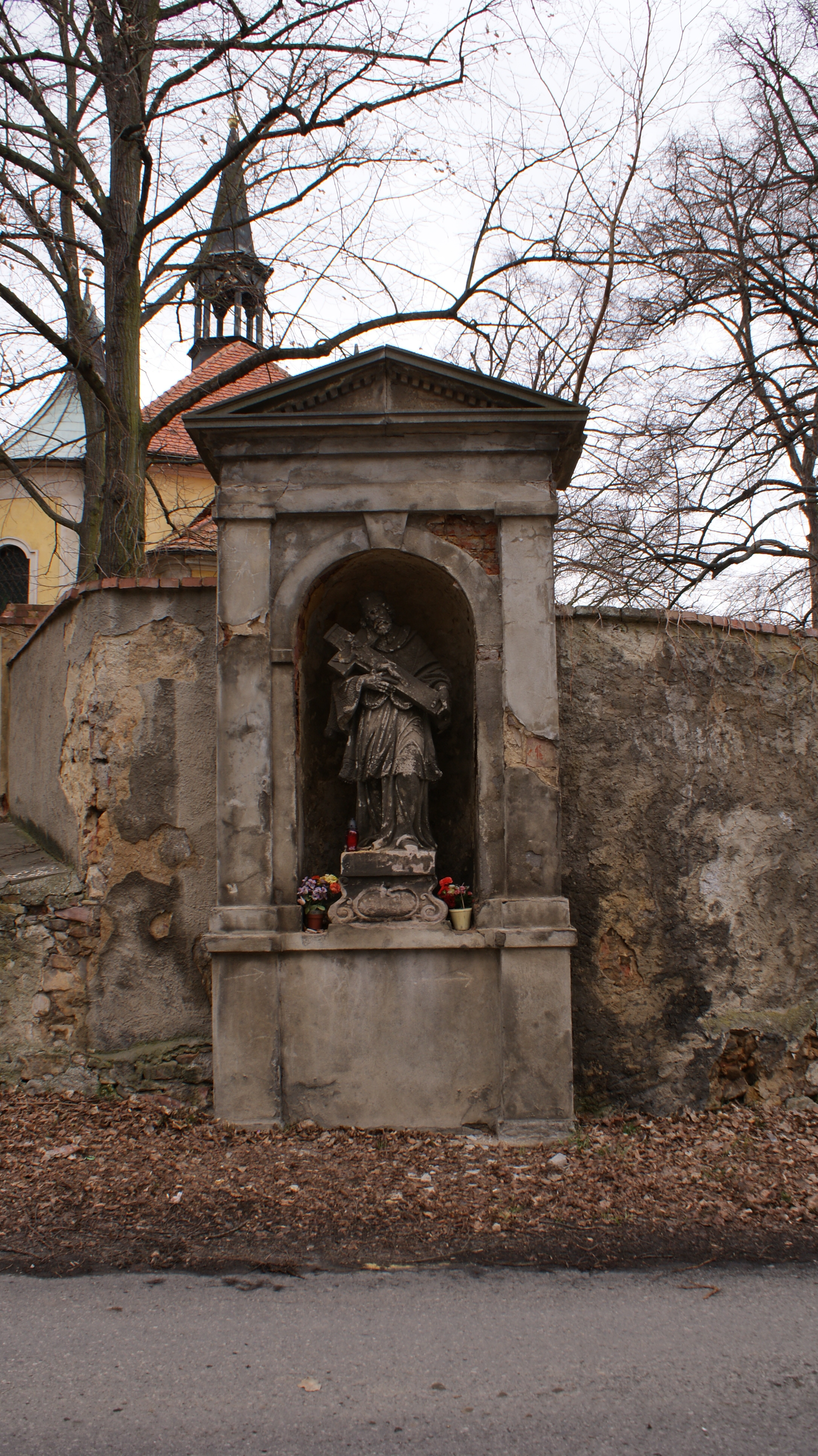
Výklenková kaple sv. Jana Nepomuckého
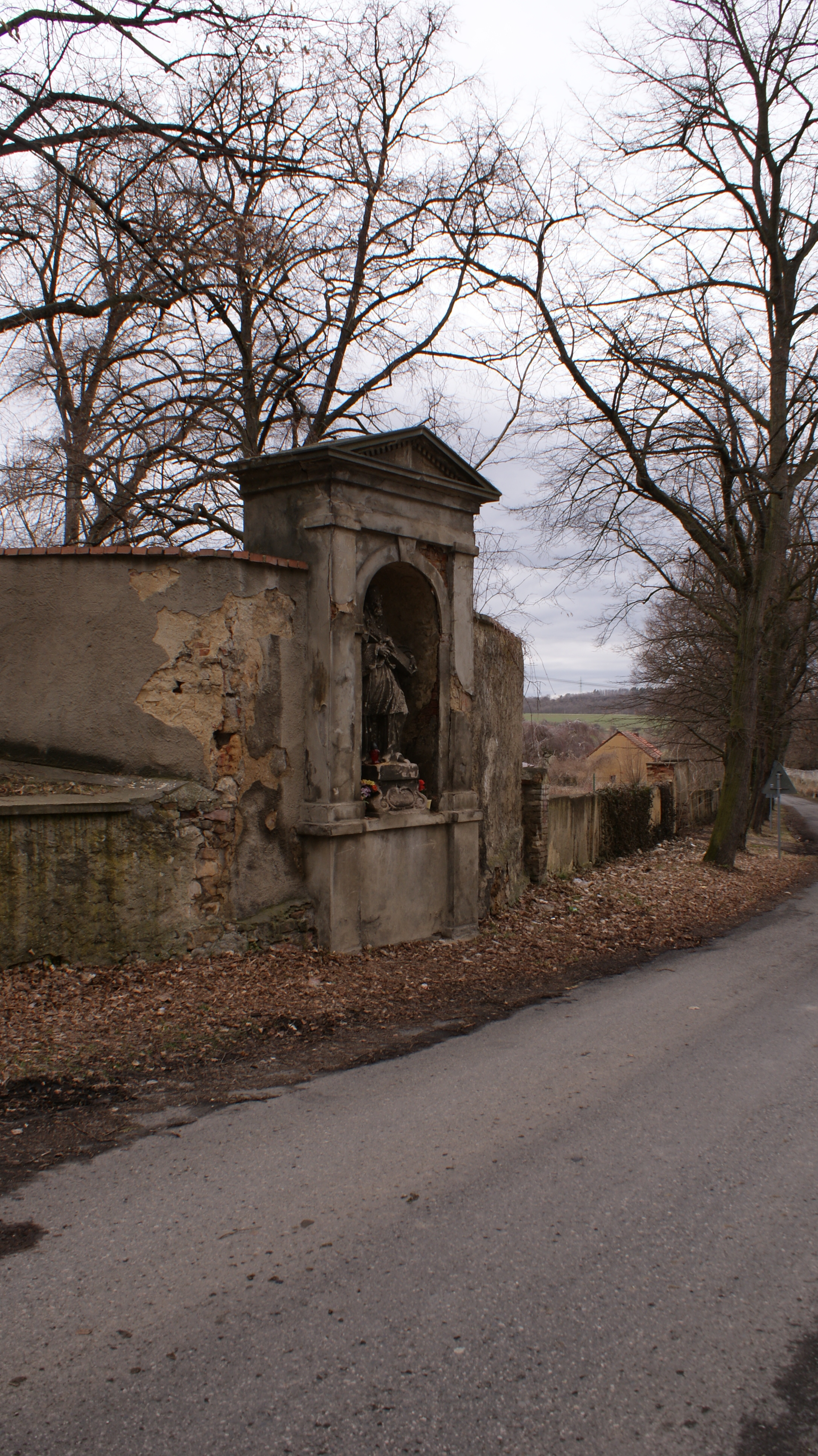
Výklenková kaple sv. Jana Nepomuckého
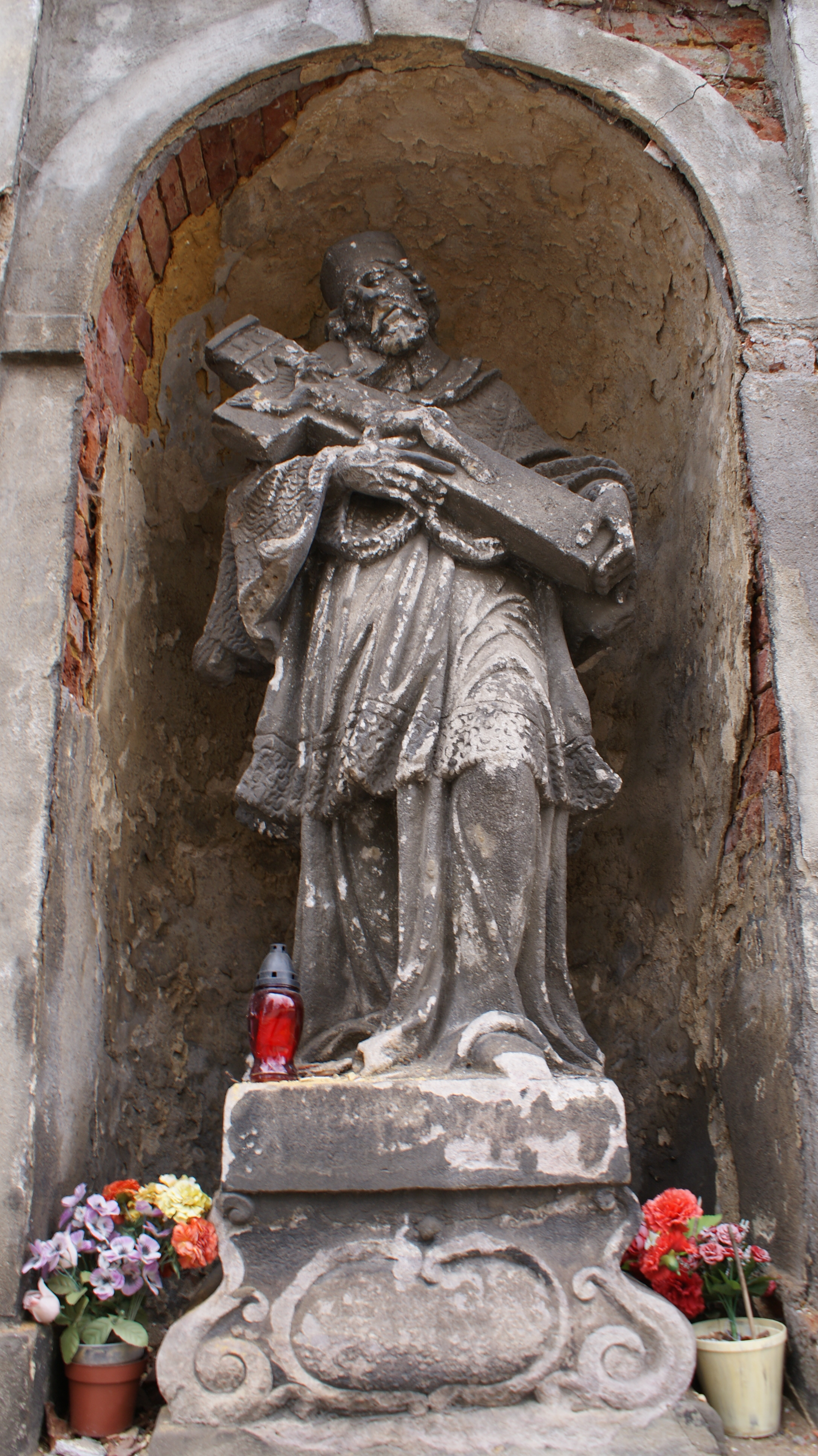
Detail sochy ve výklenku kaple sv. Jana Nepomuckého
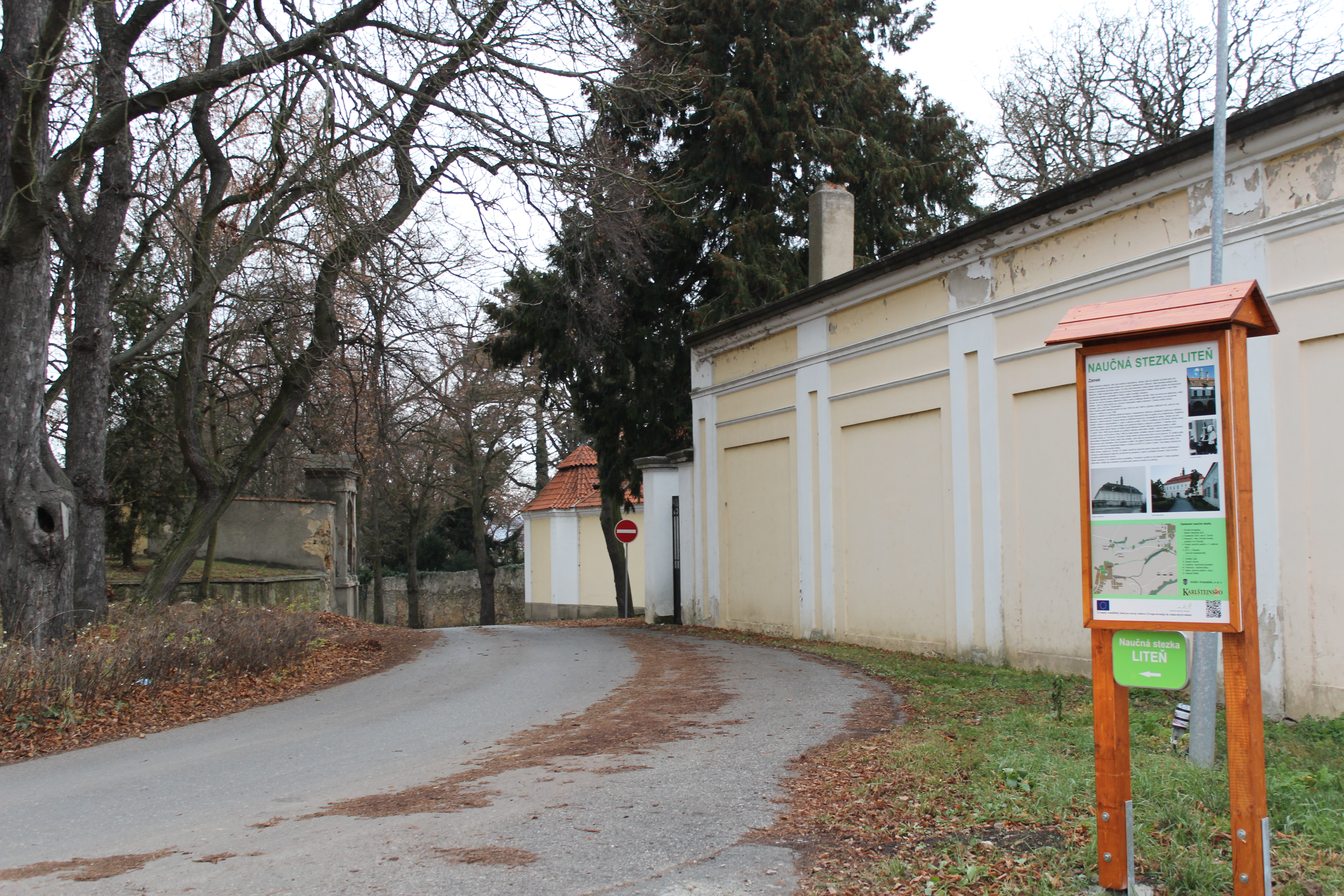
Výklenková kaple sv. Jana Nepomuckého - pohled do ulice Pode Zděmi